# We Too Are One
We Too Are One ist das siebte offizielle Studioalbum des britischen Pop-Duos Eurythmics. Es erschien im September 1989 bei RCA Records bzw. in den USA bei Arista Records. Das Album erreichte in Großbritannien Doppel-Platin für mehr als 600.000 und in der Schweiz Gold-Status für mehr als 25.000 verkaufte Einheiten.

## Entstehung
Die Eurythmics hatten 1989 einen Plattenvertrag für den US-amerikanischen Markt mit dem Major-Label Arista Records abgeschlossen. Das Unternehmen stellte dem Duo ein großzügiges Werbebudget zur Verfügung. Die Aufnahmen zum Album fanden Mitte 1989 über einen Zeitraum von fünf Wochen in verschiedenen europäischen Studios statt. Bei den Aufnahmen war wie bei den Aufnahmen zum 1986er Album Revenge eine Begleitband beteiligt, die aus Keyboarder Patrick Seymour, Perkussionist und Schlagzeuger Olle Romo, den Bassisten Nathan East und Larry Klein, dem Gitarristen Mike Campbell und der niederländischen Saxophonistin Candy Dulfer bestand. Als Kontrast zum Gesang von Annie Lennox wurde Charlie Wilson als Backgroundsänger verpflichtet. Dave Stewart beschloss außerdem, erstmals in der Karriere der Eurythmics einen Koproduzenten zu engagieren, den er in seinem langjährigen Freund Jimmy Iovine fand. Die meisten Stücke wurden in nur einem Take aufgenommen, Overdubs wurden nur in sehr geringem Umfang eingesetzt. Durch die Benutzung verschiedener Tonstudios ging auf dem Weg von einem Studio ins andere ein Teil der Originaltonbänder verloren und einige Lieder mussten aus Sicherungskopien rekonstruiert werden.
Der Titel des Albums We Too Are One (deutsch: Wir sind auch eins) ist missverständlich, denn das too klingt im englischen genauso wie das Wort two für zwei. Weitere Verwirrung stiftete, dass das Titellied tatsächlich We Two Are One (deutsch: Wir beide sind eins) heißt. Diese Verwirrung war beabsichtigt, die Eurythmics wollten damit Gerüchten entgegentreten, nach denen sich das Duo getrennt haben sollte. Dave Stewart erklärte in einem Interview, dass der Titel als Botschaft gedacht sei, dass die Eurythmics immer noch da seien und immer noch die gleichen künstlerischen Visionen haben.
Im Rahmen einer Pressekonferenz in Paris stellten die Eurythmics das fertige Album den Musikjournalisten vor. Während dieser Veranstaltung kam es zum Eklat, nachdem die anwesenden Pressevertreter nach Vorstellung des Albums zunächst keinerlei Reaktion zeigten. Annie Lennox verlor die Beherrschung, verglich die Stimmung im Raum mit der auf einer Beerdigung und kündigte an, dass die Eurythmics nie wieder eine Pressekonferenz geben werden. Nachdem die Anwesenden statt Fragen zum neuen Album überwiegend Fragen zu Stewarts und Lennox’ Privatleben stellten, verließen beide wütend den Raum.

## Titelliste
1. We Two Are One – 4:32
2. The King and Queen of America – 4:31
3. (My My) Baby’s Gonna Cry – 4:54
4. Don’t Ask Me Why – 4:21
5. Angel – 5:10
6. Revival – 4:06
7. You Hurt Me (And I Hate You) – 4:23
8. Sylvia – 4:44
9. How Long? – 4:41
10. When the Day Goes Down – 5:57

## Kritiken
William Ruhlmann von Allmusic nennt das Album das beste der Band seit Be Yourself Tonight. Der Sound sei abwechslungsreich, die Melodien stark und die Texte ungewöhnlich bodenständig, doch auch mit diesem Album sei es den Eurythmics nicht gelungen, den verlorenen kommerziellen Boden in den USA gutzumachen. Mark Cooper von der Zeitschrift Q sieht in der Musik eine Abkehr von den Synthesizersounds der vorangegangenen zwei Alben und stellt fest, dass das Gitarrenspiel von Stewart wieder mehr im Vordergrund stünde. Er resümiert, dass das Duo Pop und Rock auf spannende Art und Weise miteinander kombiniere. Terry Staunton vom NME hält die Platte für ein sehr gutes Pop-Album, wenngleich nicht das beste der Eurythmics. Möglicherweise sei We Too Are One eine Art Therapie für die emotional angeschlagene Annie Lennox, es handele sich aber um ein liebevoll handgemachtes Album. In seinem Review für den Melody Maker weist Dave Jennings darauf hin, dass die Eurythmics noch nie Vorreiter waren und dass sich dies mit dem Album auch nicht geändert habe. Das Album habe mehr Höhe- als Tiefpunkte und sei genau das, was man von den Eurythmics zu erwarten hatte.

## Verkaufszahlen und Auszeichnungen
| Land/Region                  | Auszeichnungen für Musikverkäufe (Land/Region, Auszeichnung, Verkäufe) | Verkäufe  |
| ---------------------------- | ---------------------------------------------------------------------- | --------- |
| Australien (ARIA)            | Platin                                                                 | 70.000    |
| Frankreich (SNEP)            | Gold                                                                   | 100.000   |
| Kanada (MC)                  | Platin                                                                 | 100.000   |
| Neuseeland (RMNZ)            | Gold                                                                   | 10.000    |
| Schweden (IFPI)              | Platin                                                                 | 100.000   |
| Schweiz (IFPI)               | Gold                                                                   | 25.000    |
| Spanien (Promusicae)         | Gold                                                                   | 50.000    |
| Vereinigtes Königreich (BPI) | 2× Platin                                                              | 600.000   |
| Insgesamt                    | 4× Gold · 5× Platin ·                                                  | 1.055.000 |

Hauptartikel: Eurythmics/Auszeichnungen für Musikverkäufe